# La Chapelle-Thémer
La Chapelle-Thémer é uma comuna francesa na região administrativa da Pays de la Loire, no departamento de Vendéia. Estende-se por uma área de 15,1 km². Em 2010 a comuna tinha 397 habitantes (densidade: 26,3 hab./km²).